# José María Echevarría Ayestarán
José María Echevarría Ayestarán (Algorta, Biscaia, 30 d'octubre de 1920 - Leza, Àlaba, 25 d'octubre de 1966) fou un porter de futbol basc que desenvolupà la seva carrera esportiva a l'Athletic Club de Bilbao.

## Trajectòria
Després de jugar a l'Arenas de Getxo, la Juventud Católica de Algorta, el Neguri i les categories inferiors de l'Athletic Club, entrà a formar part del primer equip de l'Athletic l'any 1939, debutant a Primera Divisió el 10 de desembre de 1939 en el partit Sevilla FC 3 - 3 Athletic Club.
La temporada 1940/41, Echevarría aconseguí fer-ser amb el Trofeu Zamora com a porter menys golejat de la categoria al tan sols encaixar 21 gols en 18 partits, a més a més, aquella temporada l'Athletic Club aconseguia quedar subcampió de Lliga per darrere del Club Atlético de Madrid.
La temporada 1942/43, Echevarría guanyà amb l'Athletic Club els títols de Lliga i Copa del Generalíssim en una temporada que fou la seva darrera en actiu ja que a causa d'una malaltia es retirà aquell any 1943. En total, Echevarría disputà 59 partits a primera divisió.
Fou internacional amb la selecció espanyola en una ocasió, el 12 de gener de 1941, a Lisboa, en el partit Portugal 2 - 2 Espanya.

## Palmarès
Campionats estatals
- Una Lliga espanyola: 1942/43
- Una Copa del Generalíssim: 1943

Distincions individualsUn Trofeu Zamora: 1940/41